# Getaway Car (pjesma Taylor Swift)
"Getaway Car" je pjesma američke pop kantautorice Taylor Swift. Objavljena je 6. rujna 2018. godine kao šesti singl s njezinog šestog studijskog albuma Reputation u izdanju diskografske kuće Big Machine Records. Swift je pjesmu napisala i producirala s Jack Antonoffom.

## O pjesmi
"Getaway Car" napisali su i producirali Swift i Jack Antonoff. Pjesma traje tri minute i pedeset tri sekunde i ima tempo od 86 otkucaja u minuti. Swift pjesmu izvodi u C-duru u rasponu glasova od G3 do D5. Glazbeno, pjesma je synth-pop broj, koji podsjeća na djela s njenog prošlog albuma 1989 te kao djela iz godine 1989.
Pjesma govori o pokušaju napuštanja osobe s kojom je trenutno u vezi te pokušava "pobjeći" s drugom osobom, koristeći metaforu lopova i kradljivaca. Swift također spominje zloglasni par kriminalaca Bonnie i Clyde u tekstovima.

## Ljestvice
| Ljestvice                  | Najviša pozicija |
| -------------------------- | ---------------- |
| Australija                 | 33               |
| Novi Zeland                | 9                |
| Sjedinjene Američke Države | 8                |